# Marlene José Bento
Marlene José Bento (Rio de Janeiro, 23 giugno 1938 – Niterói, 27 ottobre 2020) è stata una cestista brasiliana.

## Carriera
Con il Brasile ha disputato quattro edizioni dei Campionati del mondo (1957, 1964, 1967, 1971), e cinque dei Giochi panamericani.